# 科南特 (伊利諾伊州)
科南特（英語：Conant）是位於美國伊利諾伊州佩里縣的一個非建制地區。該地的面積和人口皆未知。

## 地理
科南特的座標為38°03′21″N 89°28′56″W / 38.05583°N 89.48222°W，而該地的平均海拔高度為140米（即459英尺）。